# Dasycyptus
Genre
Dasycyptus est un genre d'araignées aranéomorphes de la famille des Salticidae.

## Distribution
Les espèces de ce genre rencontrent au Gabon, au Congo-Kinshasa et en Côte d'Ivoire.

## Liste des espèces
Selon World Spider Catalog (version 18.0, 28/03/2017) :
- Dasycyptus dimus Simon, 1902
- Dasycyptus dubius Berland & Millot, 1941

## Publication originale
- Simon, 1902 : Description d'arachnides nouveaux de la famille des Salticidae (Attidae) (suite). Annales de la Société Entomologique de Belgique, vol. 46, p. 24-56 & 363-406 (texte intégral).